# Komisja Transportu i Łączności
Komisja Transportu i Łączności (TRL) – Stała komisja Sejmu III kadencji. Do zakresu działania Komisji należą sprawy transportu lądowego, powietrznego i wodnego, łączności radiowej i telefonicznej, sieci komputerowych, telekomunikacji i poczty, a także gospodarki morskiej, w tym morskiej floty handlowej, portów morskich, rybołówstwa morskiego oraz popularyzacji problematyki morskiej.

## Prezydium Komisji
- Józef Dąbrowski (niez.) – przewodniczący
- Karol Działoszyński (UW) – zastępca przewodniczącego
- Mirosław Styczeń (PiS) – zastępca przewodniczącego
- Andrzej Szarawarski (SLD) – zastępca przewodniczącego[2]